# Bărăștii de Cepturi
Bărăștii de Cepturi – wieś w Rumunii, w okręgu Aluta, w gminie Bărăști. W 2011 roku liczyła 276 mieszkańców.